# 妙安寺 (大田区)
妙安寺（みょうあんじ）は、東京都大田区蒲田にある日蓮宗の寺院。山号は行方山。旧本山は池上本門寺。池上芳師法縁。

## 歴史
永禄年間（1558年-1569年）円光院妙安尼が夫の行方修理亮義安討ち死に後、兄の斉藤政賢の屋敷内に開創した庵室が起源。天正17年（1589年）、玄首院日建が池上本門寺妙本寺両山11世・佛壽院日現を勧請開山として寺に改めた。昭和20年（1945年）東京大空襲で諸堂を焼失する。

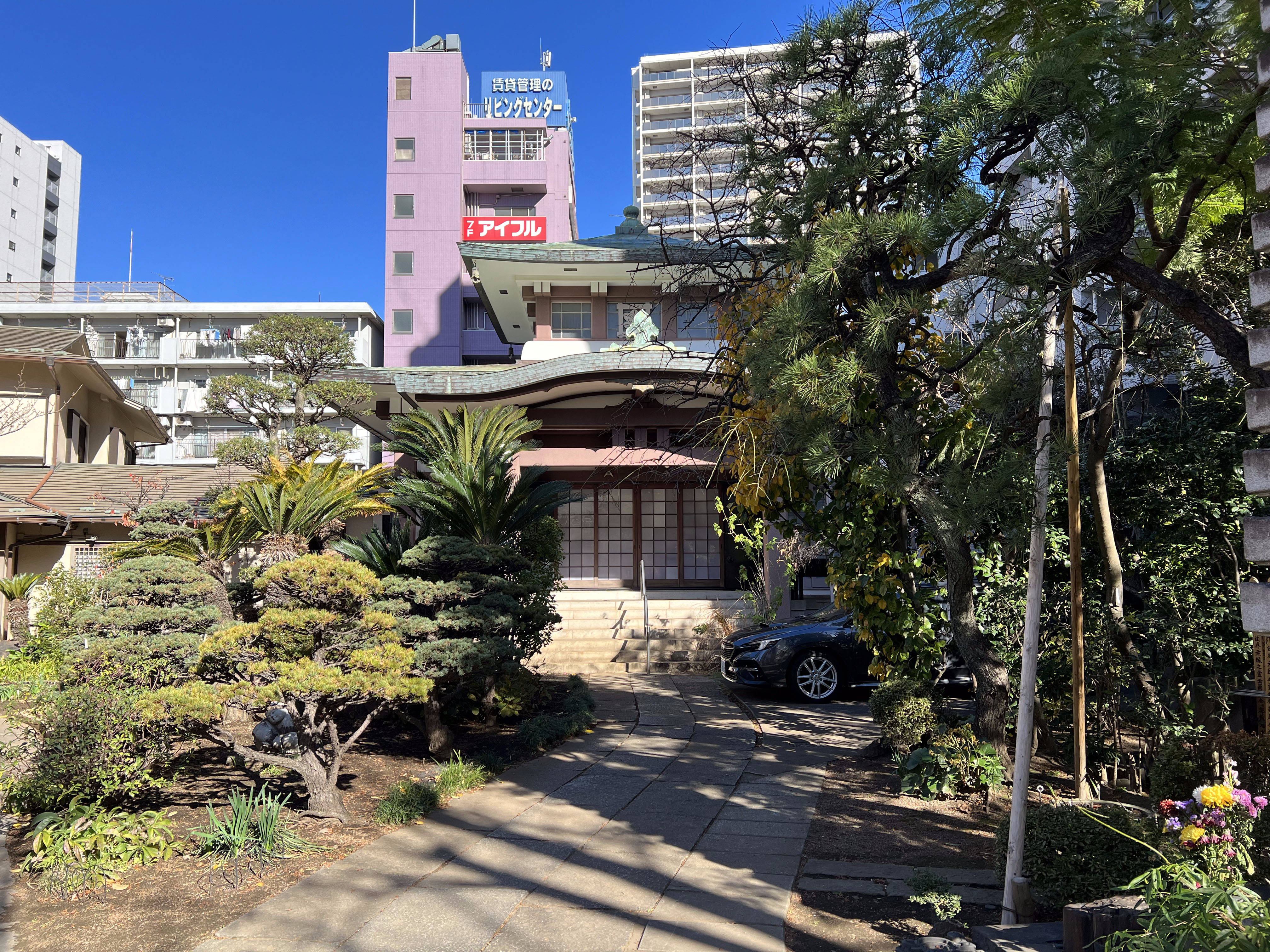
本堂

## 八幡講
明治初年の神仏分離に際して、蒲田八幡宮の八幡神像を妙安寺の七面堂に移して毎年1月に八幡講が行われていた。この像は寺伝によると、右手に軍配、左手に経巻を持つ僧形で、日現が古川薬師安養寺との法論に勝利したことを記念し仁王像とともに持ち帰り、論破の証左として軍配を持たせたとものいう。東京大空襲によるこの像の焼失により八幡講は廃止され、再開されていない。

## 参考資料
- 日蓮宗寺院大鑑編集委員会『宗祖第七百遠忌記念出版 日蓮宗寺院大鑑』大本山池上本門寺 (1981年)
- 『大田区の寺院』大田区教育委員会（1972年）
- 「新宿村 妙安寺」『新編武蔵風土記稿』 巻ノ41荏原郡ノ3、内務省地理局、1884年6月。NDLJP:763981/27。